# Aimeric de Belenoi
Aimeric de Belenoi est un clerc et un troubadour du XIIIe siècle, né en 1216 au château de Lesparre, près de Bordeaux.      
Il voyagea beaucoup, en Savoie et en Castille. Il termina sa vie à la cour de Ferdinand III de Castille, dit « Le Saint » et mourut en 1242 en Catalogne.    
Il est cité par Dante dans son ouvrage De vulgari eloquentia consacré à la poésie en langue vulgaire (non latine). 

## Biographie

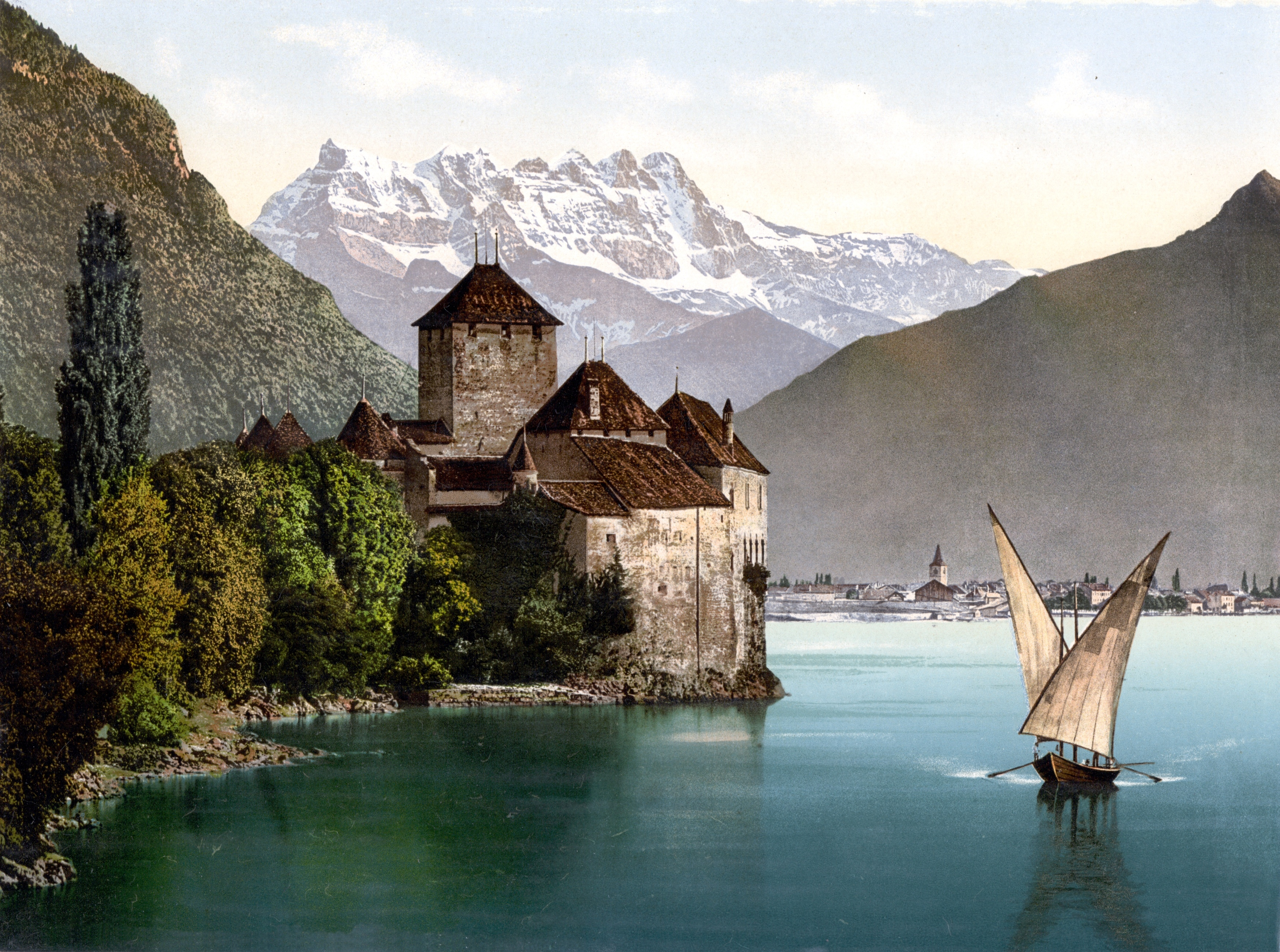
Lithographie du château de Chillon avec les Dents du Midi

Il a commencé sa carrière de jongleur auprès de Gente de Rius, une noble dame de Gascogne, puis il séjourna souvent auprès des membres de la maison de Savoie dans leurs châteaux à Chambéry, à Suze, au Bourget, mais aussi à Évian, à Chillon et à Moudon. Il fut particulièrement apprécié par Marguerite de Genevois (v.1180-25 avril 1236), épouse du comte Thomas Ier de Savoie (1178-1233), à laquelle il dédia un de ses poèmes.

« Dona Na Margarid

E vezers, e gens aculhirs

Provon que res nos vos sofranh

De so que a pro domna tanh

...

Dame Marguerite, rien qu'à vous entendre

Et vous voir accueillir les gens

Il apparait qu'en vous rien ne manque

De ce qui caractérise la noblesse »

— Aimeric de Belenoi
Il fut aussi apprécié et protégé par Aymon de Savoie, seigneur du Chablais qui résidait au Château de Chillon sur les bords du lac Léman.

## Œuvres
- Aissi quo'l pres que s'en cuja fugir
- Aissi cum hom pros afortitz
- Ara'm destrenh Amors
- Meravilh me cum pot hom apelhar
- No'm laissa ni'm vol retener
- Nulhs hom no pot complir adrechamen
- Per Crist s'ieu crezes Amor
- Pos Dieus nos a restaurat
- Puois lo gais temps de pascor
- Selh que promet a son coral amic
- S'a midons plazia
- Ailas per que viu lonjamen ni dura
- Domna, flor
- Anc, puois qe giois ni canc
- Tant es d'Amor honratz sos senhoratges
- A'l prim pres de'ls breus jorns braus
- Fins e leials e senes tot engan
- Ja non creirai q'afanz ni cossirers
- Nulhs hom en re no falh
- Pus de Joy mou e de Plazer
- Can mi perpens ni m'arbire
- Consiros, cum partitz d'amor

## Livres
- Maria Dumitrescu : Poésies du troubadour Aimeric de Belenoi, 1935.